# سگ آتش‌نشانی
سگ آتش‌نشانی (به انگلیسی: Firehouse Dog) فیلمی محصول سال ۲۰۰۷ و به کارگردانی تاد هلند است. در این فیلم بازیگرانی همچون جاش هاچرسون، بروس گرینوود، دش میهوک، استیون کالپ، بیل نان، بری ترنر، مایتی گارسیا، تدی سیرس، کلودت مینک و هانا لوچنر ایفای نقش کرده‌اند.